# EMBA
E-MBA(Executive-Master of Business Administration)는 국내 및 해외 대부분의 경영대학원에 있는 최고임원 (Executive) 대상 경영학 석사 (MBA)과정으로서, 현재 기업에 재직하고 있는 중간급 이상의 고위 관리자들의 교육을 목적으로 하고 있다. 수업은 저녁 시간 혹은 주말에만 이루어지고, 재직자의 경우 기업의 sponsorship을 기본으로 하고 있는 경우가 많다. Admission을 받기 위해서는 직장 경력이 매우 중요하며, 대부분의 경우 최소 5년에서 최대 10년 이상의 경력을 요구하고 있다. 두 프로그램 간에 명확하거나 엄격한 정의는 없지만, 일반적 MBA는 실무 경력 3년 이상이 참가 자격으로 요구되는 경우가 많으며, 기업 임원 대상인 EMBA는 약 15년의 실무 경력을 가진 중간 관리자급 직장인/사회인을 대상으로 하는 프로그램을 의미하는 경우가 많다.

## E-MBA 과정을 운영 중인 대학교
- 국내 - 서울대, KAIST, 연세대, 고려대, 서강대, 성균관대 , 경희대 등
- 해외 - 하버드 대학교, 듀크 대학교, 시카고 대학교, 펜실베이니아 대학교, 노스웨스턴 대학교, 헐트 국제경영대학원, 알토 대학교(前 헬싱키 경제대학교) 외

## 같이 보기
- 경영학 석사(MBA)
- 국제재무분석사(CFA)
- 국제가치평가사((ICVS)
- 국제재무설계사(CFP)
- 국제재무위험관리사(FRM)
- 미국세무사(EA)
- 최고재무책임자

1. ↑  https://mba.nucba.ac.jp/about-mba/emba.html